# Bellator 211
Bellator 211: Sakara vs. Kauppinen è stato un evento di arti marziali miste tenuto dalla Bellator MMA il 1º dicembre 2018 alla RDS Stadium di Genova in Italia.

## Risultati
|                  | Divisione         |                  |           |                    | Metodo                                  | Round     | Tempo     | Premio    |
| Main Card        | Main Card         | Main Card        | Main Card | Main Card          | Main Card                               | Main Card | Main Card | Main Card |
| ---------------- | ----------------- | ---------------- | --------- | ------------------ | --------------------------------------- | --------- | --------- | --------- |
|                  | Pesi mediomassimi | Kent Kauppinen   | batte     | Alessio Sakara     | KO (pugno)                              | 1         | 1:10      |           |
|                  | Pesi massimi      | Domingos Barros  | batte     | Hesdy Gerges       | KO tecnico (pugni)                      | 1         | 2:52      |           |
|                  | Pesi leggeri      | Pedro Carvalho   | batte     | Luca Vitali        | Sottomissione (guillotine choke)        | 1         | 0:43      |           |
|                  | Pesi medi         | Alen Amedovski   | batte     | Ibrahim Mane       | KO (pugno)                              | 1         | 0:12      |           |
|                  | Pesi welter       | Kiefer Crosbie   | batte     | Orlando D’Ambrosio | Decisione unanime (30–27, 30–27, 30–27) | 3         | 5:00      |           |
| Card Preliminare |                   |                  |           |                    |                                         |           |           |           |
|                  | Pesi welter       | Andrea Fusi      | batte     | Walter Pugliesi    | Decisione non unanime                   | 3         | 5:00      |           |
|                  | Pesi welter       | Georgio Pietrini | batte     | Nemanja Milakovic  | KO (pugno)                              | 1         | 0:20      |           |